# سبارتا (جورجيا)
سبارتا (بالإنجليزية: Sparta, Georgia)‏ هي مدينة تقع في مقاطعة هانكوك، جورجيا بولاية جورجيا في الولايات المتحدة. تبلغ مساحة هذه المدينة 4.7 (كم²)، وترتفع عن سطح البحر م، بلغ عدد سكانها 1522 نسمة في عام 2010 حسب إحصاء مكتب تعداد الولايات المتحدة.

## أعلام
- مارسيلو أغسطس ستوفال
- جون وارن
- تومي هيراكين جاكسون

## وصلات خارجية
- Cities & Counties - Georgia.gov